# KNM Rose (K102)
KNM Rose (K102) je bila korveta razreda flower Kraljeve norveške vojne mornarice, ki je bila operativna med drugo svetovno vojno.

## Zgodovina
26. oktobra 1941 je Kraljeva vojna mornarica predala Norveški HMS Rose (K102), ki jo je 31. oktobra istega leta sprejela v uporabo. 26. oktobra 1944 je bila potopljena po trčenju s HMS Manners (K568); umrli so 3 člani posadke.